# Test de la derivada

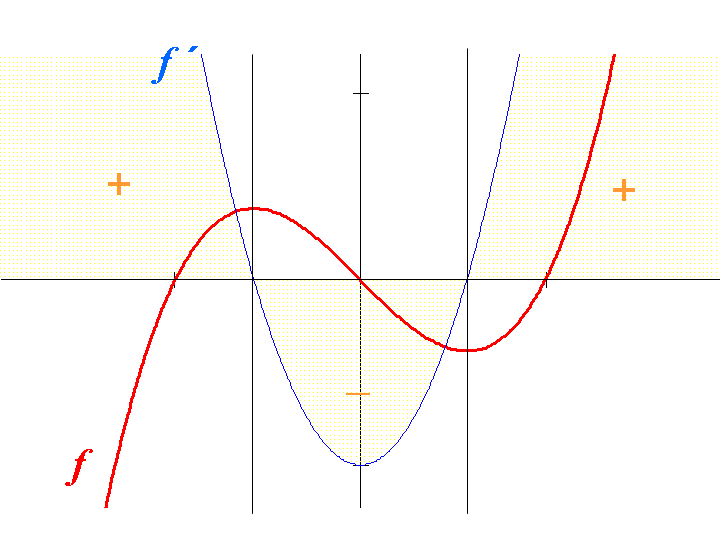
Gráfica de una función f y su primera derivada f'. En la imagen se aprecia la relación entre el signo positivo (resp. negativo) de f' con el crecimiento (resp. decrecimiento) de la función f

En cálculo, el criterio de derivadas (o prueba de derivadas) utiliza las derivadas de una función para ubicar sus puntos críticos y determinar si son un máximo local, un mínimo local o un punto de silla o ensilladura. Los criterios de derivadas también pueden dar información sobre la concavidad de una función.
La utilidad de las derivadas para encontrar extremos se demuestra matemáticamente mediante el teorema de los puntos estacionarios de Fermat .

## Prueba de la primera derivada
La prueba de la primera derivada examina las propiedades de monotonía de una función (donde la función es creciente o decreciente ), centrándose en un punto particular en su dominio . Si la función "cambia" de creciente a decreciente en el punto, entonces la función alcanzará un valor más alto en ese punto. De manera similar, si la función "cambia" de decreciente a creciente en el punto, alcanzará un valor mínimo en ese punto. Si la función no logra "cambiar" y sigue aumentando o disminuyendo, entonces no se alcanza el valor más alto o más bajo.
Uno puede examinar la monotonía de una función sin usar técnicas de análisis o cálculo infinitesimal. Sin embargo, el cálculo infinitesimal suele ser útil porque existen condiciones suficientes que garantizan las propiedades de monotonía anteriores, y estas condiciones se aplican a la gran mayoría de las funciones que se encuentran en la realidad.

### Enunciado preciso de las propiedades de monotonía
(Sea f una función real definida en algún intervalo abierto que contiene un punto x, y sea f además continua en x.
- Si existe un número positivo r > 0 tal que f es creciente en (x − r, x ] y decreciente en [x, x + r), entonces f tiene un máximo local en x .
- Si existe un número positivo r > 0 tal que f es estrictamente creciente en (x − r, x] y estrictamente creciente en [x, x + r), entonces f es estrictamente creciente en (x − r, x + r) y no tiene un máximo local o mínimo en x .

Tenga en cuenta que en el primer caso, no se requiere que f sea estrictamente creciente o estrictamente decreciente a la izquierda o derecha de x, mientras que en el segundo caso, se requiere que f sea estrictamente creciente o estrictamente decreciente. La razón es que en la definición de máximo y mínimo local, no se requiere que la desigualdad sea estricta: por ejemplo, cada valor de una función constante se considera tanto un máximo local como un mínimo local.

### Enunciado preciso del criterio de la primera derivada
La prueba (o criterio) de la primera derivada depende de la "prueba creciente-decreciente", que en última instancia es una consecuencia del teorema del valor medio . Es una consecuencia directa de la forma en que se define la derivada y su conexión con el decrecimiento y crecimiento de una función localmente, combinado con el apartado anterior.
Sea f es una función de valor real de una variable real definida en algún intervalo que contiene el punto crítico a . Sea, además, f continua en a y diferenciable en algún intervalo abierto que contiene a, excepto posiblemente en a mismo.
- Si existe un número positivo r > 0 tal que para todo x en (a − r, a) tenemos {\displaystyle f'(x)\geq 0} y para todo x en (a, a + r) tenemos {\displaystyle f'(x)\leq 0} entonces f tiene un máximo local en a.
- Si existe un número positivo r > 0 tal que para cada x en (a − r, a) ∪ (a, a + r) tenemos {\displaystyle f'(x)>0} entonces f es estrictamente creciente en a y no tiene un máximo local ni un mínimo local en a.
- Si no se cumple ninguna de las condiciones anteriores, la prueba falla. (Tal condición no es vacía ; hay funciones que no satisfacen ninguna de las primeras tres condiciones, por ejemplo, f (x) = x2 sen(1/x)).

Nuevamente, correspondientemente a los comentarios en la sección sobre las propiedades de monotonía, nótese que en los dos primeros casos no se requiere que la desigualdad sea estricta, mientras que en los dos siguientes sí se requiere una desigualdad estricta.

### Aplicaciones
La prueba de la primera derivada es útil para resolver problemas de optimización en física, economía e ingeniería. Junto con el teorema del valor extremo, se puede utilizar para encontrar el máximo y el mínimo absolutos de una función de valor real definida en un intervalo cerrado y acotado. Junto con otra información como la concavidad, los puntos de inflexión y las asíntotas, se puede usar para dibujar la gráfica de una función.

## Criterio de la segunda derivada (una variable)
Después de establecer los puntos críticos de una función, la prueba de la segunda derivada usa el valor de la segunda derivada en esos puntos para determinar si dichos puntos son un máximo local o un mínimo local. Si la función f es diferenciable dos veces en un punto crítico x (es decir, un punto donde f '(x) = 0), entonces:
- Si {\displaystyle f''(x)<0}, entonces {\displaystyle f} tiene un máximo local en {\displaystyle x} .
- Si {\displaystyle f''(x)>0}, entonces {\displaystyle f} tiene un mínimo local en {\displaystyle x} .
- Si {\displaystyle f''(x)=0}, la prueba no es concluyente.

En el último caso, el teorema de Taylor se puede usar a veces para determinar el comportamiento de f cerca de x usando derivadas superiores.

### Demostración del criterio de la segunda derivada
Supongamos que tenemos {\displaystyle f''(x)>0} (la demostración para el caso  {\displaystyle f''(x)<0} es análoga, cambiando f por -f). Por hipótesis, {\displaystyle f'(x)=0} . Entonces
{\displaystyle 0<f''(x)=\lim _{h\to 0}{\frac {f'(x+h)-f'(x)}{h}}=\lim _{h\to 0}{\frac {f'(x+h)}{h}}.}
Así, para h suficientemente pequeña obtenemos
{\displaystyle {\frac {f'(x+h)}{h}}>0,}
lo cual implica que {\displaystyle f'(x+h)<0} si {\displaystyle h<0} (intuitivamente, f es decreciente a medida que se aproxima a {\displaystyle x} desde la izquierda), y que {\displaystyle f'(x+h)>0} si {\displaystyle h>0} (Intuitivamente, f crece a medida que avanzamos a la derecha desde x). Ahora, por el criterio de la primera derivada, {\displaystyle f} tiene un mínimo local en {\displaystyle x} .

### Criterio de concavidad
Un uso relacionado pero distinto de las segundas derivadas es determinar si una función es cóncava hacia arriba o hacia abajo en un punto. Sin embargo, no proporciona información sobre los puntos de inflexión. Específicamente, una función dos veces diferenciable f es cóncava hacia arriba o convexa si {\displaystyle f''(x)>0} y cóncava hacia abajo o simplemente cóncava si {\displaystyle f''(x)<0} . Nótese que si {\displaystyle f(x)=x^{4}}, entonces {\displaystyle x=0} tiene segunda derivada nula, pero no es un punto de inflexión, por lo que la segunda derivada por sí sola no da suficiente información para determinar si un punto dado es un punto de inflexión.

### Criterio de las derivadas para derivadas superiores
La prueba de las derivadas de orden superior o la prueba de la derivada general puede determinar si los puntos críticos de una función son máximos, mínimos o puntos de inflexión para una variedad más amplia de funciones que la prueba de la derivada de segundo orden. Como se muestra a continuación, la prueba de la segunda derivada es matemáticamente idéntica al caso especial de n = 1 a la prueba de las derivadas de orden superior.
Sea f una función de valor real suficientemente diferenciable en un intervalo {\displaystyle I\subset \mathbb {R} }, sea {\displaystyle c\in I}, y sea {\displaystyle n\geq 1} sea un número natural . Supongamos que todas las derivadas de f en c son cero hasta la orden n (es decir, hasta la n-ésima derivada inclusive), pero siendo la derivada de orden (n + 1) en c distinta de cero:
{\displaystyle f'(c)=\cdots =f^{(n)}(c)=0\quad {\text{y}}\quad f^{(n+1)}(c)\neq 0.}
Hay cuatro posibilidades, los dos primeros casos donde c es un extremo, los dos segundos donde c es un punto de silla (local):
- Si n es impar y {\displaystyle f^{(n+1)}(c)<0}, entonces c es un máximo local.
- Si n es impar y {\displaystyle f^{(n+1)}(c)>0}, entonces c es un mínimo local.
- Si n es par y {\displaystyle f^{(n+1)}(c)<0}, entonces c es un punto de inflexión estrictamente decreciente.
- Si n es par y {\displaystyle f^{(n+1)}(c)>0}, entonces c es un punto de inflexión estrictamente creciente.

Dado que n debe ser par o impar, esta prueba analítica clasifica cualquier punto estacionario de f, siempre que finalmente aparezca una derivada distinta de cero.

### Ejemplo
Digamos que queremos realizar la prueba de la derivada general en la función {\displaystyle f(x)=x^{6}+5} en el punto {\displaystyle x=0} . Para hacer esto, calculamos las derivadas de la función y luego las evaluamos en el punto de interés hasta que el resultado sea distinto de cero.
{\displaystyle f'(x)=6x^{5}}, {\displaystyle f'(0)=0;}
{\displaystyle f''(x)=30x^{4}}, {\displaystyle f''(0)=0;}
{\displaystyle f^{(3)}(x)=120x^{3}}, {\displaystyle f^{(3)}(0)=0;}
{\displaystyle f^{(4)}(x)=360x^{2}}, {\displaystyle f^{(4)}(0)=0;}
{\displaystyle f^{(5)}(x)=720x}, {\displaystyle f^{(5)}(0)=0;}
{\displaystyle f^{(6)}(x)=720}, {\displaystyle f^{(6)}(0)=720.}
Como se muestra arriba, en el punto {\displaystyle x=0}, la función {\displaystyle x^{6}+5} tiene todas sus derivadas en 0 iguales a 0, excepto la 6ª derivada, que es positiva. Así n = 5, y por la prueba, hay un mínimo local en 0.

## Caso multivariable
Para una función de más de una variable, la prueba de la segunda derivada se generaliza a una prueba basada en los valores propios de la matriz hessiana de la función en el punto crítico. En particular, suponiendo que todas las derivadas parciales de segundo orden de f son continuas en una entorno de un punto crítico x, entonces si los valores propios de la matriz hessiana en x son todos positivos, x es un mínimo local. Si todos los valores propios son negativos, entonces x es un máximo local, y si algunos son positivos y otros negativos, entonces el punto es un punto silla . Si la matriz hessiana es singular, entonces la prueba de la segunda derivada no es concluyente.
 

## Otras lecturas
- Chiang, Alpha C. (1984). Fundamental Methods of Mathematical Economics (Third edición). New York: McGraw-Hill. pp. 231–267. ISBN 0-07-010813-7.
- Marsden, Jerrold; Weinstein, Alan (1985). Calculus I (2nd edición). New York: Springer. pp. 139-199. ISBN 0-387-90974-5.
- Shockley, James E. (1976). The Brief Calculus : with Applications in the Social Sciences (2nd edición). New York: Holt, Rinehart & Winston. pp. 77–109. ISBN 0-03-089397-6.
- Stewart, James (2008). Calculus: Early Transcendentals (6th edición). Brooks Cole Cengage Learning. ISBN 978-0-495-01166-8.
- Willard, Stephen (1976). Calculus and its Applications. Boston: Prindle, Weber & Schmidt. pp. 103-145. ISBN 0-87150-203-8.